# Comic High!
Comic High! (コミック・ハイ!?, Komikku Hai!) era una rivista giapponese che si interessava di manga per un pubblico seinen ed era pubblicata mensilmente da Futabasha. Venne inizialmente lanciato come inserto speciale di Weekly Manga Action per poi divenire esso stesso una raccolta a sé stante. La prima pubblicazione della rivista risale al 2 marzo 2004 come prima rivista di manga shōjo per un pubblico maschile; il sito ufficiale descrive la rivista come "fumetti da ragazza per ragazzi e ragazze." La rivista mirava ad un pubblico di uomini tra i 18 e i 35 anni.

## Manga pubblicati
- Aitama
- Akatsuki-iro no Senpuku Majo
- Arina
- BadeMayo
- Chu-Bra
- Devil na Ebiru
- Girl Friends
- High School Girls
- Hitohira
- Hon Uru Shōjo
- Kodomo no Jikan
- MachiMachi
- Majisuki 〜Marginal Skip〜
- Mii-tan
- Mōsō Shoujo Otaku-kei
- My Big Family
- Potemayo
- Sora☆Miyo
- TsubuLala